# José López Portillo
José López Portillo y Pacheco (16. června 1920, Ciudad de México – 17. února 2004, Ciudad de México) byl mexický politik, v letech 1976–1982 prezident Mexika.

## Život
Vystudoval právo na Národní autonomní univerzitě v Mexiku. Poté na své alma mater učil politickou teorii a veřejnou správu. Vydal několik knih o politické filozofii a napsal i dvě knihy beletristické: Quetzalcoatl (česky vyšlo roku 1982 jako Příchod Opeřeného hada v nakladatelství Odeon) a Don Q.
V roce 1959 vstoupil do Institucionální revoluční strany, klíčové politické síly mexického politického systému. Postupně stoupal mocenskou hierarchií, aby se v 70. letech plně vrhl na politiku. Nejprve pracoval v prezidentských kancelářích Gustava Díaze Ordaze a Luise Echeverríi a posléze, roku 1973 byl jím jmenován ministrem financí. Držel tento post do roku 1975. Podařilo se mu omezit daňové úniky a snížit veřejné výdaje. V roce 1976 vyhrál v prezidentských volbách (bez protikandidáta), jako kandidát Institucionální revoluční strany. Roku 1978 obnovil po 38 letech diplomatické vztahy se Španělskem - za zlepšení vztahů mezi španělskojazyčnými zeměmi také roku 1981 získal Cenu kněžny asturské. Podpořil sandinovské hnutí v Nikaragui. Oponoval politice Ronalda Reagana. Provedl reformu, která rozšířila počet členů parlamentu na 400, přičemž 100 muselo náležet opozici. Tím oslabil hegemonii Institucionální revoluční strany, která v Mexiku vládla nepřetržitě od roku 1929 (do roku 2000).
Zpočátku jeho vládu provázelo – navzdory dramaticky vysoké inflaci – ekonomické nadšení, které vyplývalo z objevu ropy ve státech Veracruz a Tabasco. Mexiko se v krátké době stalo čtvrtým největším těžařem ropy na světě. Navzdory obrovským ziskům však rychle rostl vládní dluh. Po prudkém snížení cen ropy roku 1981, vypukla v Mexiku obrovská dluhová krize, která se přelila i do zahraničí. Mexiko se stalo druhým největším dlužníkem na světě. López reagoval tím, že znárodnil banky, zavedl kontrolu deviz a o 40 procent devalvoval mexickou měnu peso, ačkoli veřejnosti tvrdil, že bude měnu hájit „zuřivě jako pes“ a úspory občanů nejsou v ohrožení. Stal se pak objektem velké nenávisti veřejnosti a po konci svého mandátu roku 1982 raději odešel ze země. Jeho nástupce, Miguel de la Madrid, zahájil tažení proti jeho klice – López se totiž stal symbolem korupce a rozkrádání, americký novinář Jack Anderson publikoval informace tajných služeb, podle nichž López zpronevěřil více než miliardu dolarů, navíc proslul také svým nepotismem, ministerský post přidělil i své manželce, vysoké vládní funkce získali i jiní členové jeho rodiny.

## Vyznamenání
- velkokříž s řetězem Řádu Isabely Katolické – Španělsko, 7. října 1977[5]
- velkokříž s řetězem Řádu Karla III. – Španělsko, 16. listopadu 1978[6]
- Řád José Martího – Kuba, 23. července 1980[7][8]
- rytíř Řádu Serafínů – Švédsko, 5. května 1980
- rytíř Nassavského domácího řádu zlatého lva – Lucembursko, 19. září 1980[9]
- řetěz Řádu Manuela Amadora Guerrera – Panama, 1981
- velkokříž s řetězem Řádu zásluh o Italskou republiku – Itálie, 30. března 1981[10]